# Аметист
Аметистът е вид виолетов или синьо-лилав кварц (силициев диоксид). Той е полупрозрачен или прозрачен, а виолетовата му окраска често е неравномерно разпределена, поради което камъкът понякога се подлага на термична обработка, за да се оцвети равномерно. При продължително излагане на слънчева светлина или силна топлина постепенно губи цвета си или придобива жълта, кафява или зелена окраска. Виолетовият цвят се дължи на примесите от манган или на съдържанието на желязо от трета валентност.
Името на аметиста произхожда от гръцката дума „aμέθυστος“ (аметистос) – „неопиянен“.  В древността се считало, че носещите аметисти не могат да се напият. Съществувало и поверие, че ако някой пие от аметистов бокал, не може да бъде отровен. Има свидетелства, че е бил използван за направата на бижута и печати в Египет и Мала Азия още през 3000 г. пр.н.е.
Един от най-големите аметисти в света се намира в Националния исторически музей в Лондон и тежи 343 карата. Гигантски аметист се съхранява и във Вашингтон – неговата тежест е 1362 карата. Най-разкошните екземпляри са открити в Бразилия – района Рио Гранде до Сул, руската планина Урал, островите Шри Ланка и Мадагаскар, а също и в САЩ.

## Разпространение в България
В България малки находища на аметистови геоди, друзи и отделни кристали има около родопските села Латинка, Горна кула, Маджарово, Звездел, Карамфил, Глухар, Костино и други.
Най-големият аметист, откриван на територията на България е с размери 20 на 11 cm, край с. Тешево.
- Полиран аметист
- Аметист с музейна стойност
- Aметист M7951 от остров Ливингстън, Антарктика - Музей по минералогия, петрология и минерални ресурси на Софийския университет "Свети Климент Охридски"